# Norton, Nottinghamshire
Norton är en by i Norton, Cuckney, Holbeck and Welbeck i Bassetlaw i Storbritannien. Den ligger i grevskapet Nottinghamshire och riksdelen England, i den sydöstra delen av landet, 200 km norr om huvudstaden London. Norton var en civil parish 1866–2015 när blev den en del av Norton and Cuckney. Civil parish hade 140 invånare år 2001.